# Blossia purpurea
Blossia purpurea är en spindeldjursart som beskrevs av Robert A.Wharton 1981. Blossia purpurea ingår i släktet Blossia och familjen Daesiidae. Inga underarter finns listade.